# 陳璜 (画家)

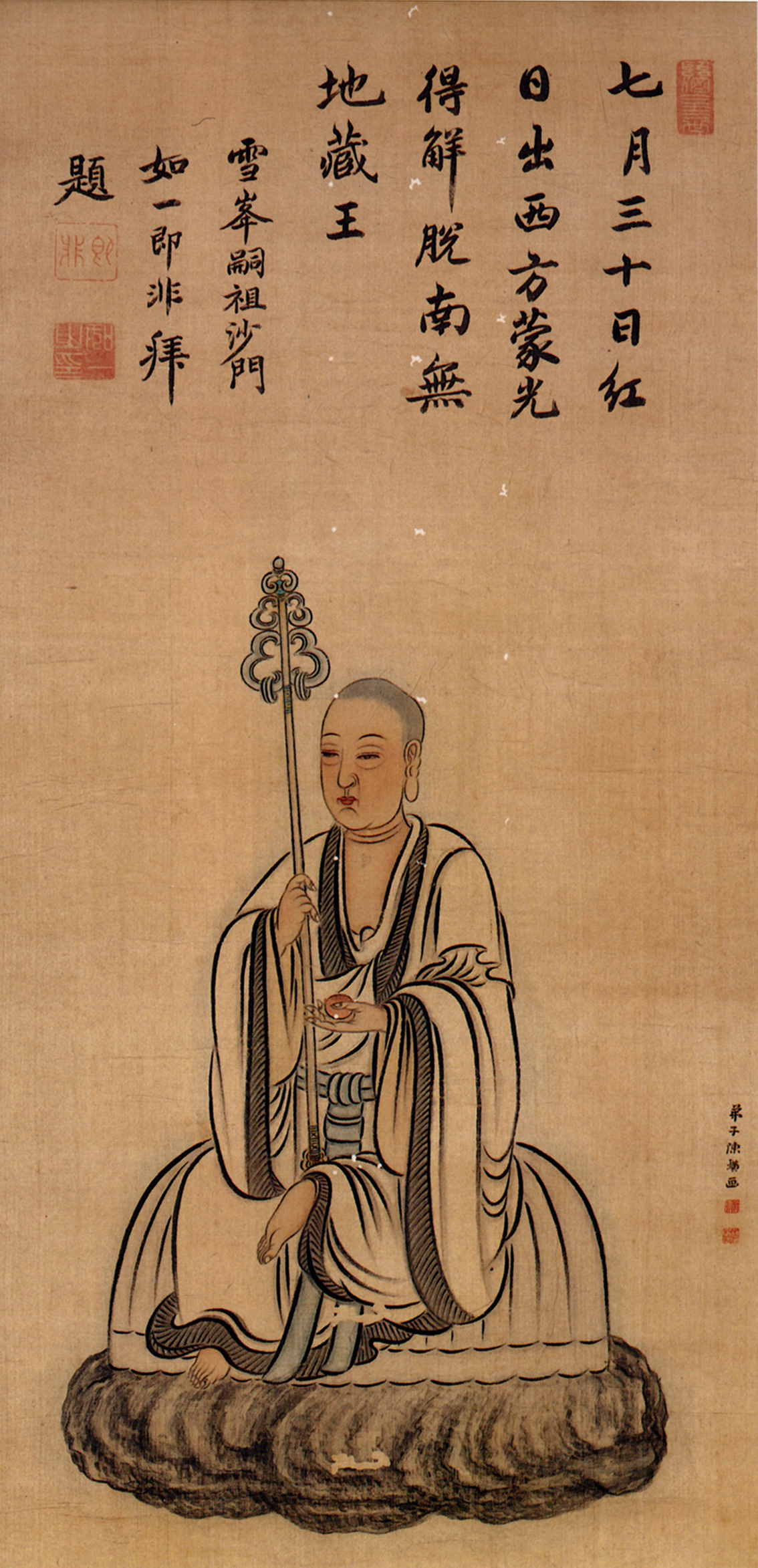
地蔵菩薩像 即非賛 絖本着色 慶瑞寺

陳 璜（ちん こう、生没年不詳）は、中国明末清初の画家。字を玄野。福建省泉州府晋江県の出身。その他の伝歴は不詳。
その画風は長崎漢画の成立に影響した。
大岡春卜『画本手鑑』に陳璜筆「山茶花」が紹介される。